# Pałac w Borowej Oleśnickiej
Pałac Borowa – zabytkowy pałac we wsi Borowa (województwo dolnośląskie).
Obiekt z XVIII w. rodziny von Schwerin, a następnie Jabłonowskich, zmodernizowany w XIX wieku w stylu klasycystyczno-modernistycznym.

## Historia
Pałac wzniesiono w XVI wieku w stylu renesansowym jako położony na wyspie otoczonej fosą. Zapewne w końcu XVIII w. przebudowano go w stylu barokowym i zasypano fosę. Został rozbudowany na przełomie XIX i XX w. po pożarze, gdy wzniesiono wieżę i przybudówki. Do 1945 roku jego właścicielem była rodzina von Schwerin. Po wojnie stacjonowało w nim wojsko sowieckie. W 1969 roku pałac przeszedł w ręce PGR-u, a w jego wnętrzu urządzono biura, świetlice i szkołę. Następnie utworzono tam szkołę, która funkcjonowała do 2005 roku. 
W 2005 roku Gmina Długołęka sprzedała pałac. W roku 2007 rodzina Jabłonowskich rozpoczęła gruntowny remont zrujnowanego obiektu z zamiarem przebudowy go na hotel i centrum konferencyjne. Remont zakończył się 5 lutego 2009 roku wraz z udostępnieniem budowli.

## Architektura
Powierzchnia pałacu wynosi 2500 m² włącznie z piwnicami. Charakterystycznymi elementami budynku są ryzality znajdujące się w osi północ-południe oraz w części środkowej. W południowym ryzalicie zwieńczonym  trójkątnym frontonem znajduje się herb rodowy Schwerinów i dekoracja stiukowa. Podobnie wygląda ryzalit północny podzielony pilastrami jońskimi. Po zachodniej stronie ryzalit ma zwieńczenie tympanonu łukowego ozdobionego elementami sztukatorskimi. Dodatkowymi elementami są balkony z kamiennymi balustradami. 
W południowo-wschodnim narożniku umieszczona została pięciokondygnacyjna wieża (o wysokości 40 m) z zegarem i dzwonem. Ostatnia kondygnacja posiada galeryjkę również z kamiennymi balustradami. Szczyt wieży zakończony jest zwężającym się faliście hełmem z kulą. Cały budynek zwieńczony jest gzymsem wieńczącym. 
W pałacu znajduje się wysoki hol z ozdobionym sztukaterią sufitem. We wnętrzu budynku większość sal posiadała własne kominki powstałe przed 1945 rokiem. Wyjątkiem jest Sala Balowa o powierzchni 90 m², gdzie kominek pochodzi z wcześniejszego okresu, oraz sala myśliwska z kominkiem renesansowym. Kominek w Sali Balowej całości pokryty jest boazerią w kolorze czarnym oraz brązowymi żłobieniami w kształcie zawijasów u góry i z jasno-brązowymi ściankami po bokach, ozdobiony herbami Hohenzollernów i Schwerinów.
Wszystkie drzwi prowadzące do pomieszczeń są dwuskrzydłowe o wysokości 3 metrów. W pałacu istniała biblioteka, a jej katalogi znajdują się obecnie w Muzeum Narodowym w Warszawie. 
Do pałacu prowadzi brama z oculusami znajdującymi się między czterema filarami wieńczonymi obdaszkami. Dwa środkowe filary stanowią bazę dla wyższych metalowych skrzydeł, a na ich szczycie znajdują się kamienne wazony. Nad wejściem jest balkon wsparty na dwóch kolumnach toskańskich. Wokół pałacu znajduje się odrestaurowywany właśnie park położony na wyspach pomiędzy rzekami i kanałami.

## Skrytka Grundmanna
Z pałacem w Borowej związanych jest wiele legend i sensacyjnych historii, z których na uwagę zasługuje jego wykorzystanie przez Günthera Grundmanna jako jednej z najważniejszych skrytek skarbów Dolnego Śląska. W 1943 roku zaczęto tam zwozić setki skrzyń z najcenniejszymi eksponatami Staatsarchiv Breslau i z Muzeum Śląskiego oraz zbiory prywatne. W grudniu 1944 roku część zbiorów została wywieziona do skrytek w pałacach położonych na zachód od Odry. Większość zbiorów pozostała jednak i została rozproszona, rozkradziona lub zniszczona przez przesiedleńców z Polski. Po latach poszukiwań obecnemu właścicielowi udało się odnaleźć kilkadziesiąt eksponatów ze zbiorów Grundmanna. Będą one wystawione w pałacu wraz z zachowanymi dokumentami dotyczącymi skarbu z Borowej.

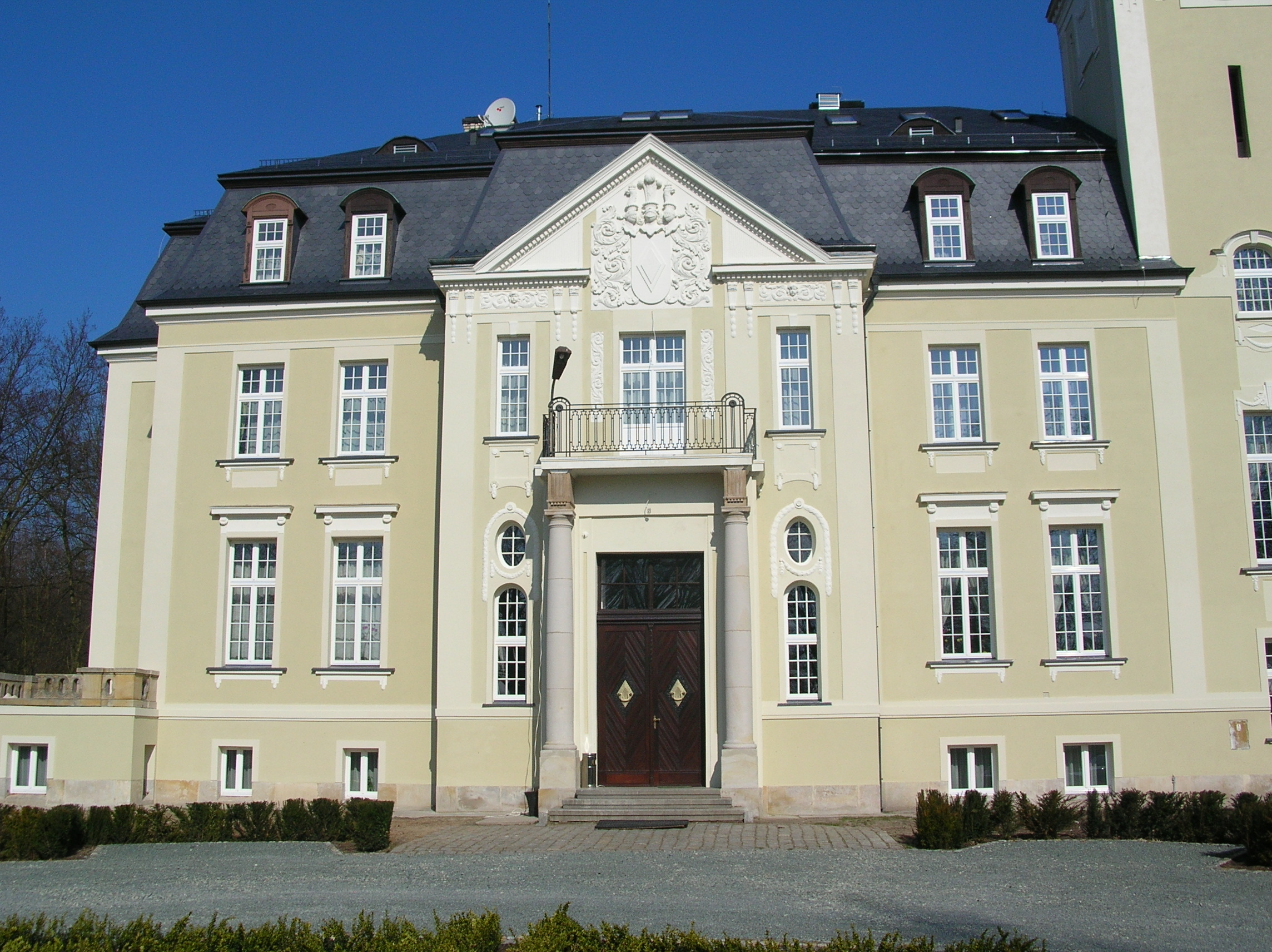
Ryzalit z herbem von Schwerin
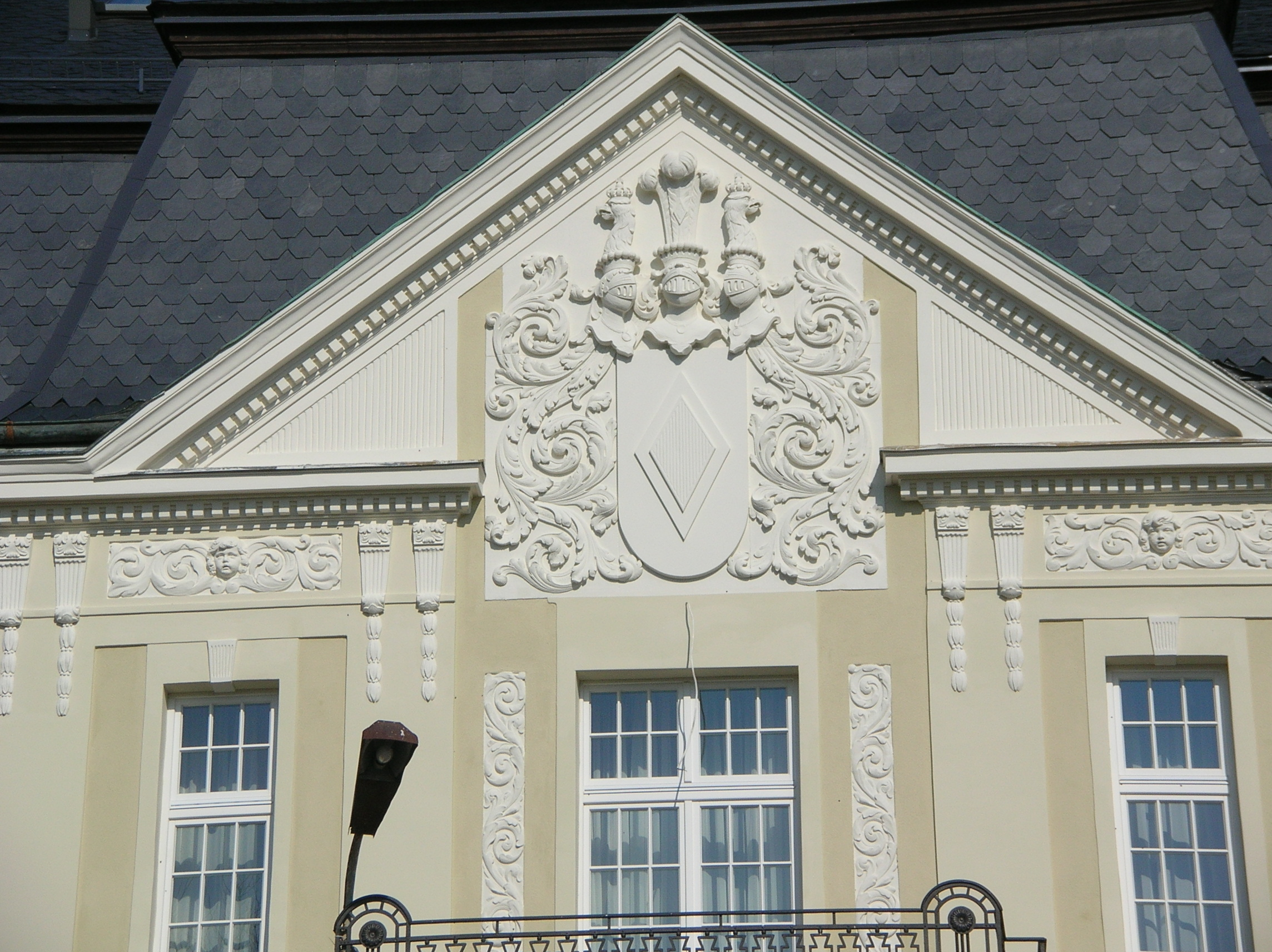
Fronton z herbem von Schwerin
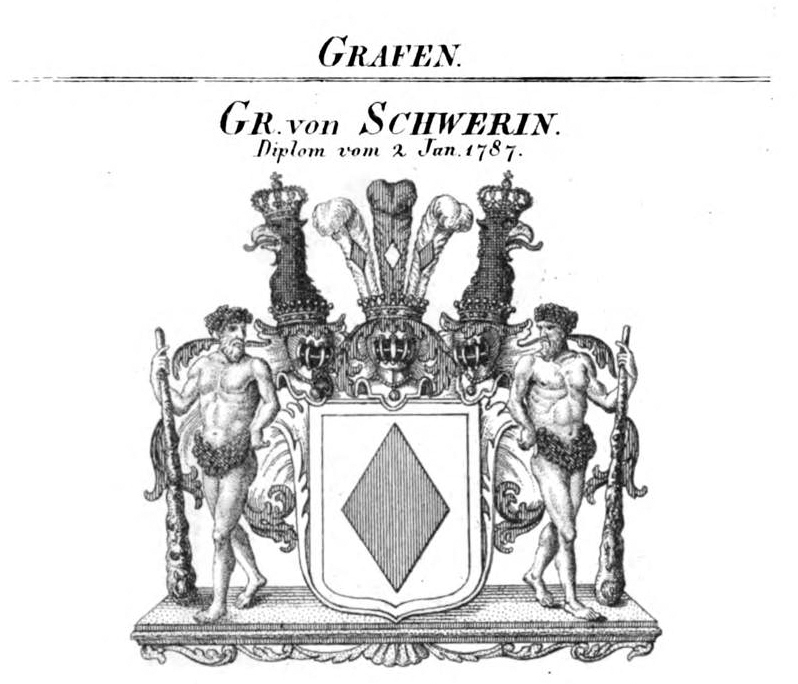
Herb rodziny von Schwerin
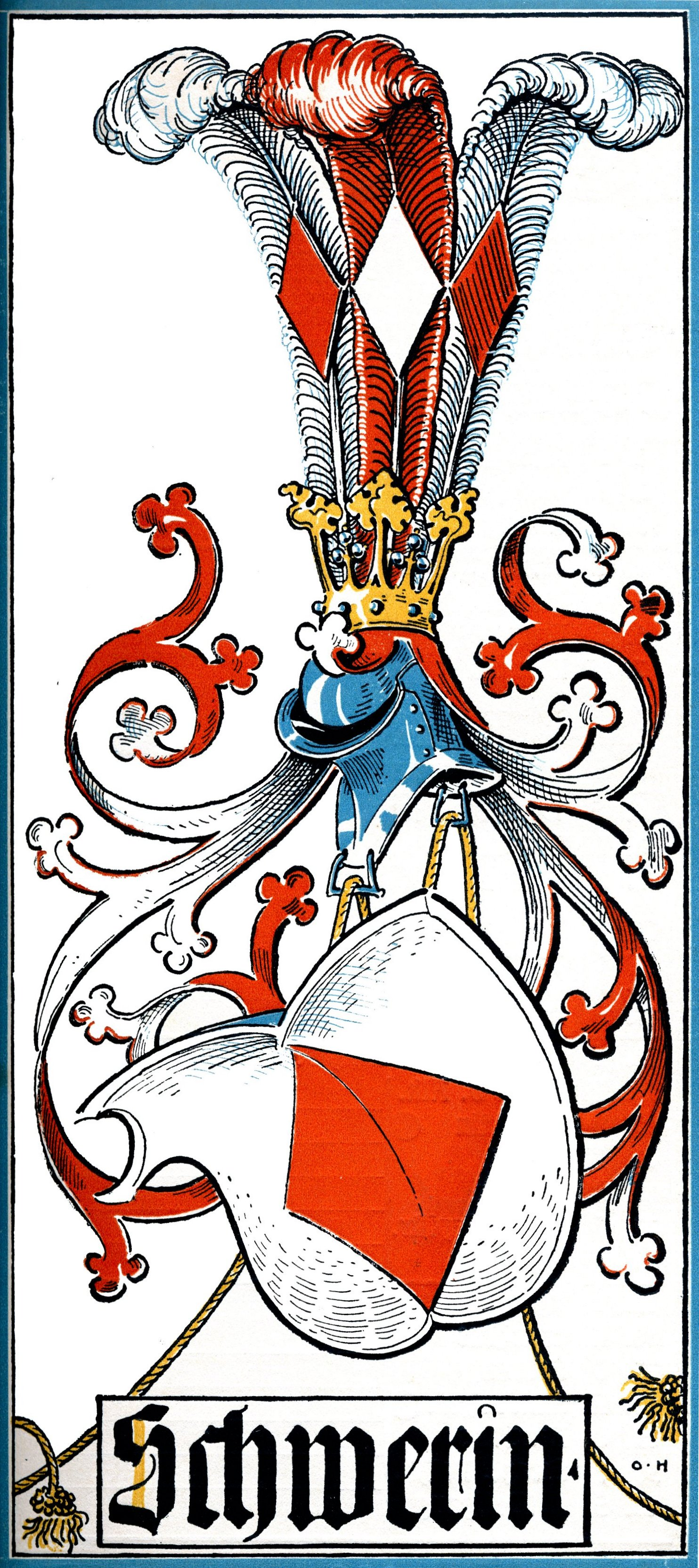
Herb von Schwerin